# 西卡罗尔堂区
西卡罗尔堂區（英語：West Carroll Parish）是美國路易斯安那州東北部的一個堂區，北鄰阿肯色州。面積933平方公里。根據美國2000年人口普查，共有人口12,314，當中79.89%為白人 (故是共和黨估優勢的縣)。治所奥克格罗夫 (Oak Grove)。
1877年由卡罗尔堂区分割而成，堂區名紀念查尔斯·卡罗尔，《美國獨立宣言》簽署者中唯一的天主教徒及最晚去世者。